# Nikto
Nikto — веб-сканер, проверяющий веб-серверы на самые частые ошибки, возникающие обычно из-за человеческого фактора. Проверяет целевой веб-сервер на наличие опасных файлов и исполняемых сценариев, инструментов администрирования базами данных, устаревшего программного обеспечения.
Nikto — это open-source веб-сканер, однако некоторые файлы, которые он использует для работы, таковыми не являются.

## Функции
- Поддержка плагинов;
- Обход IDS (Intrusion Detection System — Систем обнаружения вторжения);
- Выполнение проверок по протоколам HTTP, HTTPS;
- Сканирование нестандартных портов;
- Поддержка SSL;
- Поддержка прокси-сервера;
- Автоматическое обновление схем проверок и подключаемых модулей.

## Достижения и награды
Nikto выиграл "Best IT Security Tools for 2009" от Security-Database в номинации программ с открытым исходным кодом для сканирования приложений.

## Интересные факты
Имя "Nikto" для веб-сканера было взято из фильма "День, когда земля остановилась".